# The Help
The Help (lançado no Brasil como A Resposta e em Portugal como As Serviçais) é o romance de estreia da escritora norte-americana Kathryn Stockett. Trata da vida de empregadas domésticas afro-americanas que trabalham nas casas de pessoas brancas em Jackson, Mississippi durante o início dos anos 1960. A narrativa se alterna entre três narradores — as empregadas domésticas Aibileen e Minny, e uma jovem jornalista branca chamada Skeeter.

## Publicação

### Precedentes
O romance é a estreia de Stockett na literatura. A escritora levou cinco anos para terminar o livro, que foi rejeitada por pelo menos 45 agentes literários. O volume foi escrito por Kathryn como homenagem a Demetrie, a empregada negra que foi seu porto seguro em uma infância marcada pelas separações e ausências dos pais.

### Recepção
The Help foi publicado em 35 países, e em geral recebeu críticas favoráveis e estusiastas. Janet Maslin, do jornal norte-americano The New York Times, observa que o livro "poderia muito bem desviar-se para a repressão violenta a essas empregadas domésticas, porém no que Stockett está realmente interessada é o afeto e a intimidade enterrados sob as ligações domiciliares aparentemente impessoais". Sarah Sacha Dollacker, escrevendo para o jornal Atlanta Journal-Constitution, afirmou: "Essa história comovente é uma impressionante estreia de um grande talento". Karen Valby, da revista Entertainment Weekly, chamou o romance de "gracioso e real", destacando também a qualidade das personagens secundárias, que considerou "memoráveis". Por sua vez, Jesse Kornbluth, do jornal The Huffington Post, que diz que "The Help é sobre algo. Ou seja, algo de verdade. Algo que importa. Acima de tudo, algo que interessa às mulheres, que são, como acontece, os leitores mais dedicados da América". Toby Clements, do jornal britânico The Telegraph, gostou da história, dizendo: "Mas o mais impressionante — e atraente — é a mistura de raiva e humor com que Kathryn Stockett escreve e é isso que torna este romance ao mesmo tempo tão terrível e tão selvagemente engraçado".
Sybil Steinberg, do jornal estadunidense The Washington Post, deu atenção especial à personagem da jovem Skeeter, que considerou "ingênua e inconscientemente paternalista"; apesar destas características, para a ela "mesmo esta personagem é retratada com a compaixão e o humor que mantêm o romance levitando acima do seu tema sério". Entretanto, David Evans, do jornal britânico The Independent, destacou que o problema do livro está em sua caracterização simplista, onde o leitor "está em uma posição confortável"; segundo ele, isto torna fácil detestar personagens como Hilly Hoolbrook ao invés de pôr-se em seu lugar e "pensar como poderíamos ter agido se tivéssemos crescido no lado privilegiado do Sul de Jim Crow".
Carol Memmott, do jornal USA Today, afirmou que o romance foi um dos maiores sucessos do verão norte-americano de 2009 e observou a rápida escalada do mesmo nas listas de mais vendidos daquele país. Cerca de um ano após seu lançamento, a obra comercializara um milhão de cópias. Em outubro de 2010, o livro completou um ano na lista de mais vendidos do jornal Los Angeles Times, e estava em primeiro lugar. Em agosto de 2011, ele alcançou a marca de cinco milhões de exemplares vendidos mundialmente; além disso, ele permaneceu, ao todo, por cerca de cem semanas na lista de mais vendidos do jornal The New York Times.

## Adaptação cinematográfica
Em dezembro de 2009, a revista estadunidense Variety informou que Chris Columbus, Michael Barnathan e Michael Radcliffe iriam produzir uma adaptação cinematográfica de The Help. No elenco estão Emma Stone, Bryce Dallas Howard, Allison Janney, Octavia Spencer e Viola Davis. Lançado nos Estados Unidos em 1 de agosto de 2011, o filme foi um sucesso de bilheteria: com o custo estimado em 25 milhões de dólares, ele arrecadou 170 milhões em seu país de origem, com um total de 205 milhões mundialmente. O longa-metragem e alguns membros de seu elenco também foram indicados a diversos prêmios, como o Globo de Ouro e o Oscar.